# Michela Merlo
Pour les articles homonymes, voir Merlo.

a Compétitions nationales et continentales officielles uniquement.

b Matchs officiels uniquement.
Dernière mise à jour le 22 mars 2024.
Michela Merlo, née le 9 avril 1986 à Albenga (Italie), est une joueuse internationale italienne de rugby à XV évoluant au poste de pilier.

## Biographie
Michela Merlo naît le 9 avril 1986. En 2022, elle joue pour le club de Rugby Colorno de la province de Parme. Elle compte onze sélections en équipe d'Italie quand elle est retenue en septembre 2022 pour disputer la Coupe du monde en Nouvelle-Zélande.

## Palmarès
- Championne d'Italie en 2018